# Rivière Chalifour
Pour les articles homonymes, voir Chalifour.
La rivière Chalifour est un affluent de la baie Cabistachouane (versant du lac Mistassini et de la rivière Rupert), coulant dans la municipalité de Eeyou Istchee Baie-James, dans la région administrative du Nord-du-Québec, au Québec, au Canada. Le cours de la rivière traverse successivement les cantons de Morisset, de Saint-Pierre, de Saint-Simon, de Péré, de Guyon et de Mcouat.
La vallée de la rivière Chalifour est desservie par quelques routes forestières secondaires qui se connectent une route forestière principale route 167 venant de Chibougamau en passant à l'est du lac Mistassini.
La surface de la rivière Chalifour est habituellement gelée de la fin octobre au début mai, toutefois la circulation sécuritaire sur la glace se fait généralement de la mi-novembre à la fin d'avril.

## Géographie
Les bassins versants voisins de la rivière Chalifour sont :
- côté nord : lac Albanel, lac Mistassini, ruisseau Richmond ;
- côté est : lac Linne, lac Clérac, lac Budemont, lac Claverie, lac Beauregard ;
- côté sud : lac File Axe, rivière à la Perche, rivière du Chef, lac Duberger ;
- côté ouest : baie Cabistachouane, baie Abatagouche, baie du Poste, rivière Pipounichouane, lac Mistassini.

La rivière Chalifour prend sa source dans le lac Kaauushichikaatakamau (longueur de 1,7 km ; largeur maximale de 1,1 km ; altitude de 413 m), situé au sud-ouest du canton de Morisset.
Ce lac de tête de la rivière Chalifour est située à :
- 4,4 km au sud-est de la rive sud-est du lac Albanel ;
- 13,4 km au nord-ouest de la limite des régions administratives du Nord-du-Québec et du Saguenay–Lac-Saint-Jean ;
- 4,0 km à l'ouest de la route 167 (sens nord-sud) ;
- 55,0 km au nord de l'embouchure de la rivière Chalifour (confluence avec la baie Cabistachouane) ;
- 38,3 km au sud-est de l'embouchure du lac Mistassini (soit la confluence de la baie Radisson à la source de la rivière Rupert) ;
- 56,1 km au nord-est du centre du village de Mistissini ;
- 123 km au nord-est du centre-ville de Chibougamau[2].

À partir du lac de tête, le courant de la rivière Chalifour coule sur environ 90 km, entièrement en zone forestière en longeant (du côté Ouest) la limite des deux régions administratives, selon les segments suivants :
Partie supérieure de la rivière Chalifour (segment de 44,6 km)
- 7,5 km vers le sud en serpentant en traversant la partie sud du canton de Morisset, puis de Saint-Pierre et de Saint-Simon, jusqu'à la rive nord-est du lac Paul-Denis. Note : En fin de segment, le cours de la rivière chevauche la limite des deux cantons ;
- 4,1 km vers le sud-ouest en traversant le lac Paul-Denis (longueur : 7,1 km ; altitude : 408 m), jusqu'à son embouchure située sur la rive nord  ;
- 3,8 km vers le nord en serpentins et en formant un crochet vers du nord-est, jusqu'à la décharge (venant du nord-est) de lacs non identifiés ;
- 23,4 km vers le sud-ouest en contournant par l'ouest une grande fondrière à ligaments, jusqu'à la rive nord-ouest du lac Marchant ;
- 3,7 km vers le sud-ouest, notamment en traversant le lac Marchant (longueur : 2,8 km ; altitude : 409 m) sur 1,3 km, puis en descendant jusqu'à la rive nord  du lac Kaachiimiyuuskamihtanuch ;
- 2,1 km vers le sud en traversant le lac Kaachiimiyuuskamihtanuch (altitude : 409 m) sur sa pleine longueur, jusqu'à son embouchure ;

Partie inférieure de la rivière Chalifour (segment de 43,2 km)
- 8,2 km dans du sud-Ouest, jusqu'au fond de la baie Nord-Est du lac Kaachinuheskaanuch ;
- 2,4 km vers le sud-ouest, en traversant le lac Kaachinuheskaanuch (altitude : 406 m) ;
- 2,7 km vers l'ouest, jusqu'à la rive est du lac Rama ;
- 2,3 km vers le nord en traversant le lac Rama (longueur : 8,8 km ; altitude : 406 m, jusqu'à l'embouchure du lac correspondant à la décharge (venant du nord-est) de lacs non identifiés ;
- 4,0 km vers le sud-ouest jusqu'à la décharge (venant du nord) d'un ensemble de lacs non identifiés ;
- 5,9 km vers le Sud, jusqu'à la limite Nord du canton de Mcouat ;
- 10,2 km vers le sud dans le canton de Mcouat jusqu'à la décharge (venant de l'ouest) d'un lac non identifié ;
- 7,5 km vers le sud-ouest jusqu'à l'embouchure de la rivière[2].

L'embouchure de la rivière Chalifour (confluence avec la baie Cabistachouane) est située à :
- 78,0 km au sud-est de l'embouchure du lac Mistassini (entrée de la baie Radisson et début de la rivière Rupert) ;
- 11,7 km au sud-est du centre du village de Mistissini ;
- 68,6 km au nord-est du centre-ville de Chibougamau ;
- 161,4 km au sud-est de l'embouchure du lac Mesgouez lequel est traversé par la rivière Rupert ;
- 374,4 km à l'est de la confluence de la rivière Rupert et de la baie de Rupert[2].

À partir de l'embouchure de la rivière Chalifour, le courant coule sur :
- 14,0 km d'abord vers le sud-ouest en contournant par le sudune presqu'île (s'étirant sur 4,9 km vers le Sud), puis remontant vers le nord, jusqu'à l'embouchure de la baie Cabistachouane ;
- 81,4 km en traversant la baie Abatagouche, puis l'archipel Kasapominskat située dans la partie sud-est du lac Mistassini jusqu'à l'embouchure du lac Mistassini (située sur la rive Ouest) ;

Finalement, le courant emprunte vers l'ouest le cours de la rivière Rupert, jusqu'à la baie de Rupert.

## Toponymie
Le toponyme « rivière Chalifour » évoque l'œuvre de vie d'Adrien Chalifour, né à L'Islet en 1896 et mort en 1971. Soldat en Europe lors de la Première Guerre mondiale, il deviendra arpenteur en 1921. Après quelques années au service de la Brown Corporation, il s'associera à un bureau d'arpenteurs. Jusqu'en 1945, il effectuera des voyages d'exploration dans la région du lac Mistassini. En 1960, la maladie le force à abandonner toute activité professionnelle. Pour les Cris, ce cours d'eau se dénomme Kaapiisteuchuwau Siipii, « rivière qui écume ».
Le toponyme « rivière Chalifour » a été officialisé le 5 décembre 1968 à la Banque des noms de lieux de la Commission de toponymie du Québec, soit à la création de cette
commission.